# Miss Venezuela 2013
Miss Venezuela 2013 fue la sexagésima (60°) edición del certamen Miss Venezuela. Se llevó a cabo el 10 de octubre de 2013 en las instalaciones del Poliedro de Caracas. Candidatas de 26 estados y regiones del país compitieron por el título. Al final de la velada Gabriela Isler, Miss Venezuela 2012, de Guárico, coronó a Migbelis Castellanos de la Costa Oriental como su sucesora. De igual forma, fueron coronadas Michelle Bertolini, de Guárico, como Miss Internacional Venezuela por parte de Elián Herrera, y Stephanie De Zorzi, de Aragua, como Miss Tierra Venezuela por parte de Alyz Henrich.
La presentación oficial a la prensa contó con la animación de Kerly Ruiz y Osmariel Villalobos, se realizó el 29 de agosto, en la misma fueron impuestas las bandas de los estados a representar a cada candidata.
El certamen estuvo conducido nuevamente por Leonardo Villalobos y Mariángel Ruiz con el regresó de Maite Delgado luego de 2 años, y la participación especial de Viviana Gibelli, Boris Izaguirre e Ismael Cala. Igualmente fue transmitido en vivo y directo para toda Venezuela por Venevisión y Venevisión Plus, y al exterior por Ve Plus TV y Univisión. Por tercer año consecutivo también fue transmitido en alta definición para todos los suscriptores del Paquete HD de DirecTV y para Estados Unidos y Puerto Rico vía Univisión HD, además de contar por primera vez con una cobertura especial de la «Alfombra Roja» a cargo de la cadena E! Entertainment TV conducido por Patricia Zavala.
El evento estuvo producido por Peggy Navarro, Ricardo Di Salvatore, Vicente Alvarado y Dirigido por Erick Simonato, quienes realizaron las 3 emisiones («Presentación Oficial de Candidatas», «Gala Interactiva de la Belleza» y la «Gran Noche Final») sobre algunos libretos escritos con anterioridad por el fallecido productor del evento Joaquín Riviera, en la cual se le rindió homenaje.

## Resultados
| Resultado                    | Candidata |
| ---------------------------- | --- |
| Miss Venezuela 2013          | - Costa Oriental - Migbelis Castellanos                                                                                                 |
| Miss Venezuela Internacional | - Guárico - Michelle Bertolini |
| Miss Venezuela Tierra        | - Aragua - Stephanie de Zorzi |
| Primera finalista            | - Cojedes - Wi May Nava |
| Segunda finalista            | - Nueva Esparta - Gabriela Graff |
| Top 10                       | - Barinas - Yaró Serpa - Distrito Capital - Andrea Lira - Lara - María Laura Verde - Sucre - Roxana Marruffo - Yaracuy - Alicia Dolanyi |

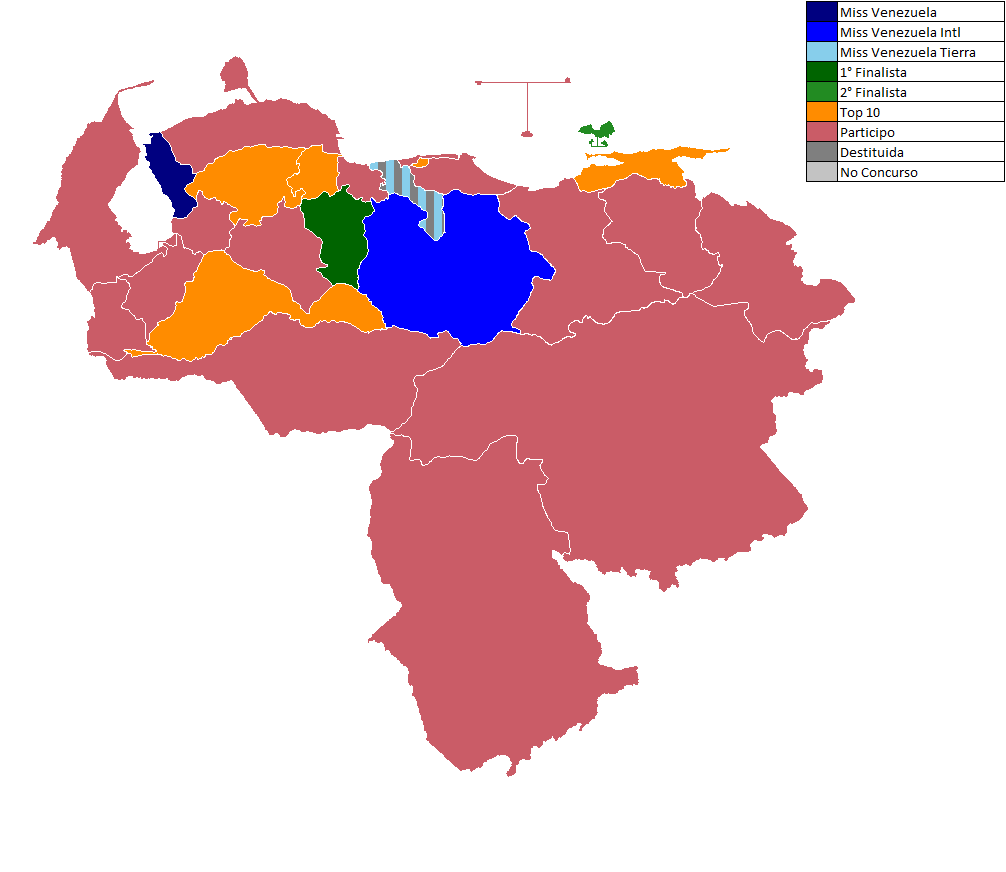
Miss Venezuela 2013

## Historia
Luego de la edición 2012 realizada en el Hotel Tamanaco de Caracas, fuentes no certificadas aseguraban que la 61.ª edición de Miss Venezuela volvería a las instalaciones del canal Venevisión, tal como sucedió en 2011. Sin embargo, el 23 de mayo de 2013 se anunció oficialmente que luego de cuatro años, el certamen de belleza regresaba al Poliedro de Caracas, luego de la firma del contrato entre la organización Miss Venezuela y los directivos del recinto. 
El anuncio de la sede del certamen fue dada a conocer por Jonathan Blum, Presidente de Cisneros Media, quien afirmó que: «Estamos muy contentos de realizar el certamen en estas instalaciones, luego de cuatro años de la coronación de Marelisa Gibson, Miss Venezuela 2009 y donde se han mostrado inolvidables superproducciones que han marcado pauta en nuestra televisión».

## Áreas de competencia

### Final
La noche final fue transmitida en vivo para toda Venezuela por Venevisión. Al exterior por Ve Plus TV y para Estados Unidos y Puerto Rico vía Univisión Alta definición; además se transmitió vía internet para todos los países y territorios desde el Poliedro de Caracas, en Caracas, Venezuela, el 10 de octubre de 2013. Estuvo conducida por Maite Delgado, Leonardo Villalobos, Mariangel Ruiz, Ismael Cala, Boris Izaguirre y Viviana Gibelli.
El grupo de 10 semifinalistas se dio a conocer durante la competencia final.
Todas las 26 candidatas fueron evaluadas por un Jurado final:
- Las 26 candidatas desfilaron en una nueva ronda en traje de baño (similares para todas).
- Posteriormente, las mismas desfilaron en traje de noche (elegidos al gusto de cada concursante).
- Basado en el desenvolvimiento en las áreas mencionadas, el jurado eligió las diez semifinalistas de la noche.
- Las diez (semifinalistas) se sometieron a una pregunta por parte del jurado; basado en las respuestas de las finalistas, cinco de ellas salieron de competencia.
- Las cinco restantes (finalistas) avanzaron a la siguiente plaza; y basado en sus calificaciones en la ronda de preguntas, el jurado determinó las posiciones finales y a la ganadora, Miss Venezuela 2013.

#### Jurado final
Estos son miembros del jurado que evaluaron a las semi y finalistas que eligieron a Miss Venezuela 2013:
- Ricardo Álamo - Actor.
- Julián Gil - Actor y modelo argentino.
- Irene Esser - Actriz, modelo, Miss Venezuela 2011 y segunda finalista del concurso Miss Universo 2012
- Norkys Batista - Actriz modelo y Miss Atlántico Internacional 2000.
- Daniela Kosán - Modelo, presentadora de televisión y Miss Venezuela Internacional 1998.
- Marcelo Andreazzi - Gerente de Procter & Gamble de Venezuela.
- Natalí Ramírez - Presidenta de la Fundación Poliedro de Caracas.
- José Manuel Rey - Futbolista venezolano.
- Antonio Díaz - Karateka venezolano.
- Mayela Camacho - Diseñadora de modas.
- Ángel Sánchez - Diseñador de modas.
- Rodner Figueroa - Presentador de televisión.

### Gala Interactiva
Este fue un evento preliminar que se realizó el 19 de septiembre de 2013 en el Estudio 01 de Venevisión, estuvo presentado por Mariela Celis y Erika de la Vega. En esta gala se dieron a conocer las ganadoras de las primeras premiaciones previas a la noche final. La nota musical fue puesta por los dominicanos Yomeirys “La Materialista” y Henry Santos, junto con el dúo venezolano Los Cadillac’s.

### Miss Venezuela: Todo por la corona (reality)
Esta edición del Miss Venezuela contó por primera vez con un reality show hermano llamado "Todo por la corona". El mismo se transmitió todos los lunes durante 15 semanas hasta la noche final del Miss Venezuela. El reality reunió inicialmente a 50 aspirantes las cuales eran sometidas a diversas pruebas de entrenamiento, pasarela, fotografía, maquillaje y oratoria; cada semana una o más aspirantes salían de la competencia, hasta que finalmente quedaron solo 26, es entonces cuando se les asignó las bandas de los estados a representar rumbo a la velada final del certamen. Fue transmitido por Venevisión y para el resto de América Latina por Sony Entertainment Television.

## Desarrollo

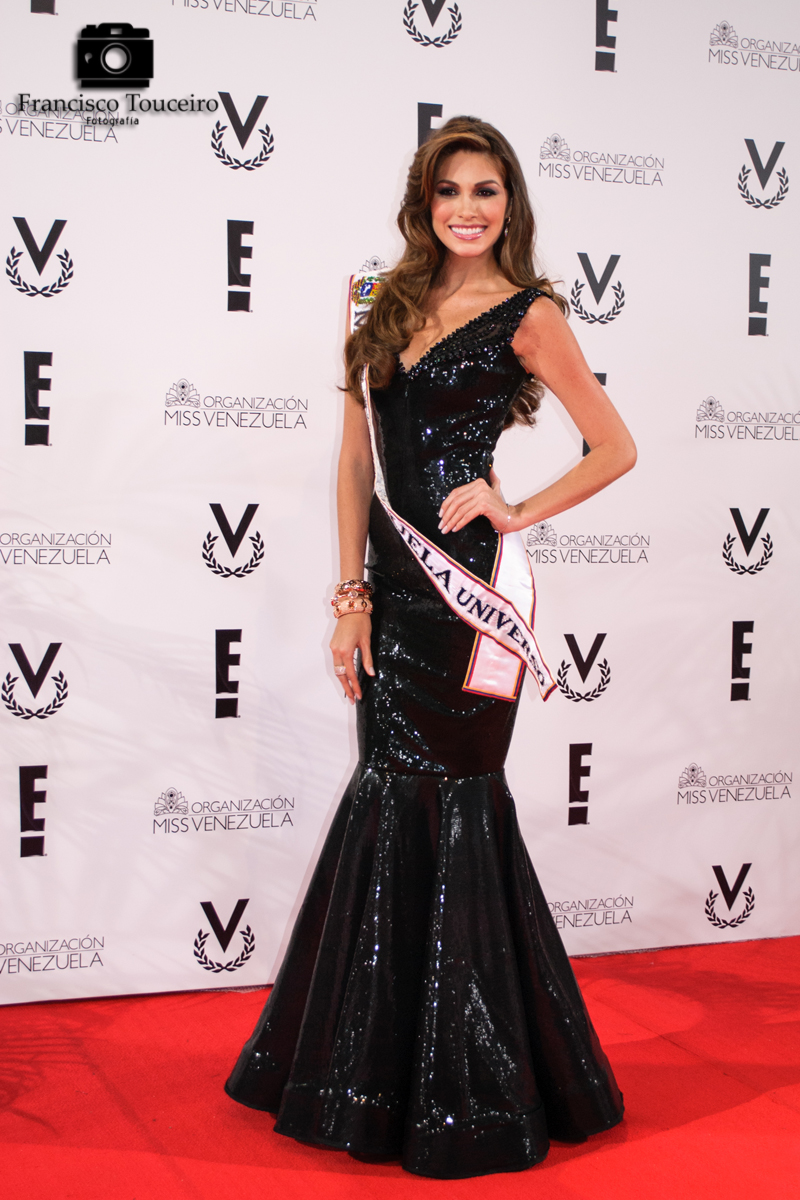
Gabriela Isler (Miss Venezuela saliente) en la alfombra roja, horas antes del certamen.

El certamen comenzó con las palabras de una mujer que ha acompañado a la televisión venezolana desde hace mucho tiempo y que, se unió al equipo de animadores del Miss Venezuela: Maite Delgado, quien regaló unas palabras en honor al fallecido productor del certamen, Joaquín Riviera.
El magno evento inició con la interpretación de Mirla Castellanos, a quien le siguió con su Castellano, qué bueno baila usted, el Sonero del Mundo: Oscar D'León canto, Mery Cortez, Mildred Rojas y Yolanda Moreno se encargaron del baile. También un equipo de bailarines que con trajes tradicionales venezolanos dejaron al público boquiabierto.
Tras un Pre-Opening dedicado al denominado Mago de la Televisión venezolana, inició el Show con el acostumbrado Opening donde el internacional Tito el Bambino, interpretó dos de sus éxitos Me Fascinas y Carnaval, acompañado por las 26 candidatas entonando el Himno Miss Venezuela donde lucieron trajes negros con plumas del diseñador Hugo Espina. Poco después, Leonardo Villalobos y Mariángel Ruiz se unieron a Maite Delgado, quien con el acostumbrado «¡Buenas noches, Poliedro de Caracas!» animaron al público.
Llegó el momento del desfile en traje de baño, las candidatas se dividieron en dos grupos y cada una lució un traje color morado, con cristales y kaftans, diseñados por Samantha Spicci. Más adelante vinieron las presentaciones de Mariaca Semprún, Ronald Borjas, Rassel Marcano y el grupo venezolano Caibo, junto al Gran Ballet de Venevisión con un número central venezolano de tambores y posteriormente el dúo venezolano, Chino y Nacho con una presentación instrumental de sus conocidos temas «El Poeta", "Mi niña Bonita" y "Tu Angelito", para luego continuar interpretando su más reciente éxito "Sin ti" y "Mi Chica Ideal".
Minutos después, los animadores Boris Izaguirre junto a Maite Delgado fueron los encargados de presentar los trajes de gala de las misses, quienes desfilaron acompañadas de una música instrumental de fondo.
Uno de los momentos decisivos de la noche se acercaba. Venezuela conocía a las primeras 10 finalistas de las noche: las misses representantes de Nueva Esparta, Costa Oriental, Aragua, Yaracuy, Distrito Capital, Lara, Guárico Sucre, Cojedes, Barinas fueron las primeras clasificadas.
Cada vez más cerca de conocer la ganadora, llegó a la tarima el periodista Ismael Cala, animando la ronda de preguntas en la que las 10 candidatas respondieron mientras el periodista interactuaba con las mismas. Culminado el interrogatorio, se escogieron a las siguientes cinco finalistas en las que figuraron Miss Costa Oriental, Guárico, Nueva Esparta, Aragua y Cojedes. Finalmente Migbelis Castellanos, Miss Costa Oriental, se llevó la corona del Miss Venezuela.

## Premiaciones

### Gala Interactiva
| Premio                | Candidata Ganadora                         |
| --------------------- | ------------------------------------------ |
| Miss Actitud          | Amazonas - Débora Menicucci                |
| Miss Cabello Radiante | Mérida - Lesly Barrera                     |
| Miss Confianza        | Nueva Esparta - Gabriela Graf              |
| Miss Elegancia        | Monagas - Ana Carolina Ugarte              |
| Mejor Estilo          | Cojedes - Wilmayerlin "Wi May" Nava        |
| Miss Glamour          | Zulia - Alicia Ontiveros                   |
| Miss Belleza Integral | Miranda - Gleymar Loyo                     |
| Mirada Seductora      | Táchira - Georgina Mazzeo                  |
| Miss Naturalidad      | Portuguesa - Victoria Coifman              |
| Miss Pasarela         | Amazonas - Débora Menicucci                |
| Miss Personalidad     | Delta Amacuro - Daniela Reyes              |
| La Piel más Linda     | Nueva Esparta - Gabriela Graf              |
| Miss Piernas de Diosa | Dependencias Federales - Andrea Rohrscheib |
| Mejor Presencia       | Bolívar - Fiorella Gil                     |
| Miss Rostro           | Guárico - Michelle Bertolini               |
| Miss Simpatía         | Sucre - Roxana Marruffo                    |
| Miss Tecnología       | Yaracuy - Alicia Dolanyi                   |

### Premiaciones Especiales (Final)
| Premio                   | Candidata |
| Miss Fotogénica          | - – Michelle Bertolini |
| Miss Amistad             | - – Maria Laura Verde |
| Mejores Vestidos de Gala | - – Lesly Barrera (Diseñado por Gionni Straccia) - - Roxana Marruffo (Diseñado por Hugo Espina) - - Alicia Ontiveros (Diseñado por Nidal Nouaihed) |

## Candidatas

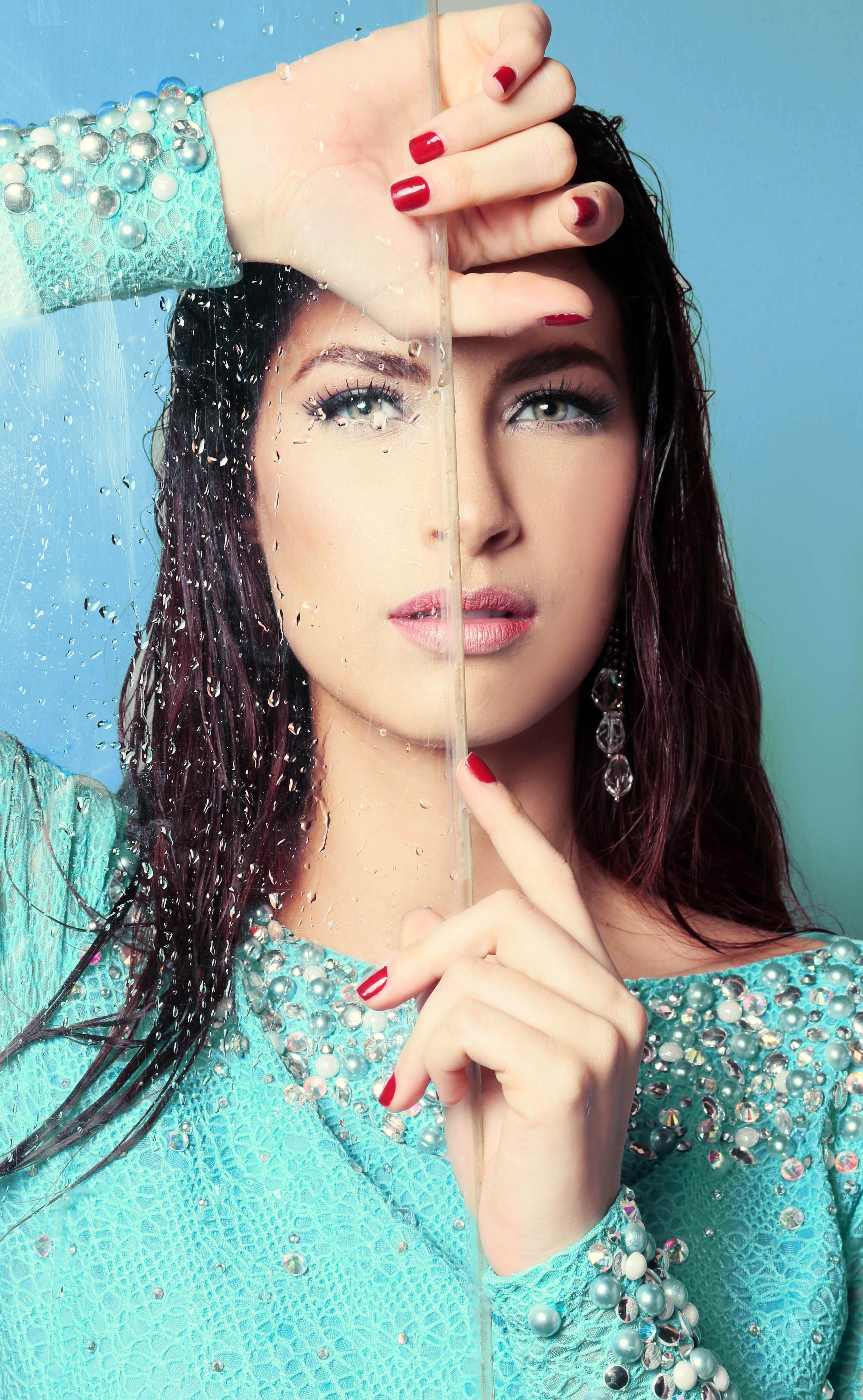
Stephanie de Zorzi, Miss Venezuela Tierra.

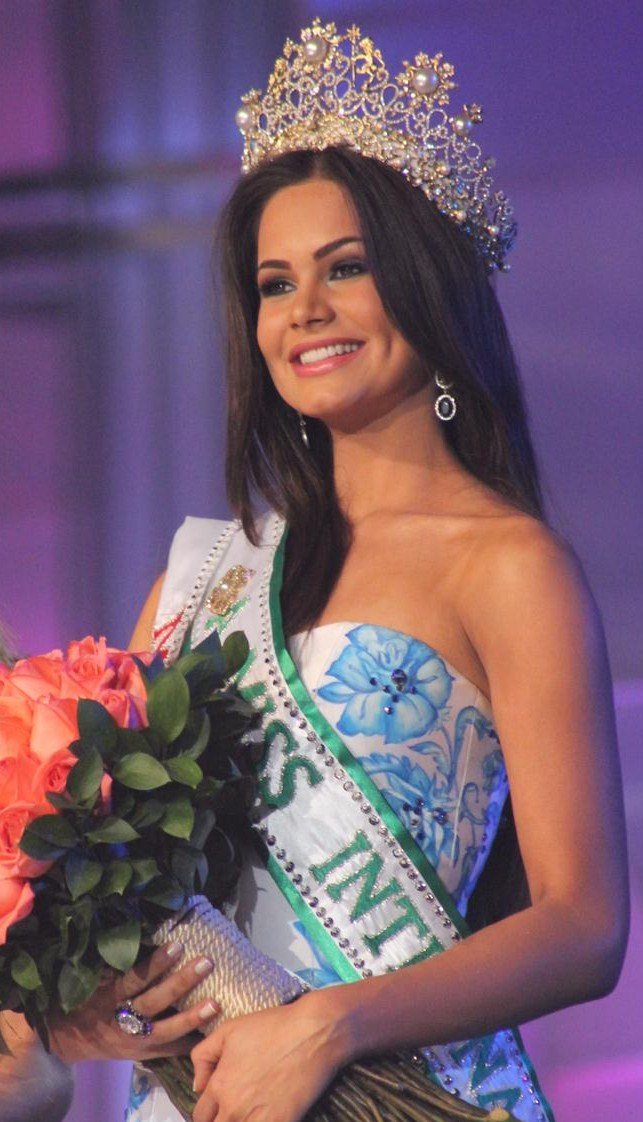
Michelle Bertolini coronada como Miss Venezuela Internacional.

26 candidatas compitieron en el certamen:
(En la tabla se utiliza su nombre completo, los sobrenombres van entrecomillados y los apellidos utilizados como nombre artístico, entre paréntesis; fuera de ella se utilizan sus nombres «artísticos» o simplificados)
| Estado                 | Candidata                              | Edad | Estatura (m) | Ciudad Natal            |
| ---------------------- | -------------------------------------- | ---- | ------------ | ----------------------- |
| Amazonas               | Débora Sacha Menicucci Anzola          | 22   | 1,77 m       | Caracas                 |
| Anzoátegui             | Daniela Briceño Pineda                 | 25   | 1,76 m       | Valencia                |
| Apure                  | Rogegsy Del Valle Rivas Sierra         | 23   | 1,77 m       | Ciudad Guayana          |
| Aragua                 | Stephanie Ysabel de Zorzi Landaeta     | 20   | 1,75 m       | Turmero                 |
| Barinas                | Eyre Yaró Serpa Pujol                  | 19   | 1,77 m       | Barinas                 |
| Bolívar                | Fiorella Beatriz Gil Di Sabatino       | 19   | 1,75 m       | Ciudad Guayana          |
| Carabobo               | Mariella Agriesti Lomer                | 18   | 1,73 m       | Valencia                |
| Cojedes                | Wilmayerlin (Wi May) Nava Marquez      | 19   | 1,77 m       | Caracas                 |
| Costa Oriental         | Migbelis Lynette Castellanos Romero    | 18   | 1,75 m       | Cabimas                 |
| Delta Amacuro          | Daniela Jose Reyes Soto                | 24   | 1,75 m       | Maracaibo               |
| Dependencias Federales | Andrea Rohrscreib Valera               | 21   | 1,76 m       | Caracas                 |
| Distrito Capital       | Andrea Victoria Lira Soledad           | 20   | 1,80 m       | Caracas                 |
| Falcón                 | Marie Claire Arcila Harp               | 20   | 1,81 m       | Coro                    |
| Guárico                | Michelle Marie Bertolini Araque        | 19   | 1,80 m       | Caracas                 |
| Lara                   | María Laura Verde Hernández            | 22   | 1,75 m       | Barquisimeto            |
| Mérida                 | Lesly Beatriz Barrera Carrasco         | 24   | 1,73 m       | Caracas                 |
| Miranda                | Gleymar Judith Loyo Becerra            | 25   | 1,76 m       | Acarigua                |
| Monagas                | Ana Carolina Ugarte Pelayo Campos      | 21   | 1,79 m       | Maturin                 |
| Nueva Esparta          | Gabriela María Graf-Stillfried Barreto | 23   | 1,73 m       | Caracas                 |
| Portuguesa             | Victoria Valentina Coifman Avendaño    | 19   | 1,75 m       | Caracas                 |
| Sucre                  | Roxana Del Valle Marruffo Bolívar      | 20   | 1,80 m       | Cumaná                  |
| Táchira                | Georgina de Jesús Mazzeo Ramirez       | 21   | 1,74 m       | Santa Bárbara del Zulia |
| Trujillo               | Yohana Alexandra Guerrero Contreras    | 19   | 1,75 m       | San Cristóbal           |
| Vargas                 | Irene Valeria Velásquez López          | 20   | 1,79 m       | La Guaira               |
| Yaracuy                | Alicia Carolina Dolanyi Korsos         | 24   | 1,78 m       | Caracas                 |
| Zulia                  | Everliany Alicia Ontiveros Medina      | 19   | 1,78 m       | Mene Grande             |

## Datos acerca de las delegadas
- Algunas de las delegadas del Miss Venezuela 2013 han participado, o participarán, en otros certámenes de importancia nacionales e internacionales:
  - Marie Claire Harp (Falcón) ganó el Chica Falcón 2012.
  - Alicia Dolanyi (Yaracuy) ganó el Sambil Model 2012.
  - Gabriela Graff (Nueva Esparta) fue primera finalista del Reina Hispanoamericana 2013 en Bolivia.
  - Débora Menicucci (Amazonas) ganó el Miss Venezuela Mundo 2014 y representó sin éxito al país en el Miss Mundo 2014 celebrado en Inglaterra.
  - Stephanie de Zorzi (Aragua) participó sin éxito del reality Chica HTV 2011 y participaría en Miss Tierra 2014 pero fue destronada semanas antes del concurso.[16] No obstante, en 2016, se renueva la franquicia del certamen ecológico y recae en una nueva organización, la cual decide designar a Stephanie como la representante a Miss Tierra 2016, donde se posiciona como "Miss Agua" (Segunda finalista).[17]
  - Wi May Nava (Cojedes) se posicionó como virreina del Miss Continentes Unidos 2014 en Ecuador.
  - Migbelis Castellanos (Costa Oriental) fue semifinalista del Miss Universo 2014 en Estados Unidos .
  - Daniela Reyes (Delta Amacuro) participó sin éxito en el Reinado Internacional del Café 2014 en Colombia.
  - Andrea Lira (Distrito Capital) fue primera finalista del Reina Hispanoamericana 2014 en Bolivia.
  - Michelle Bertoloni (Guárico) participó sin éxito en Miss Internacional 2014 en Japón.
  - Gabriela Graff (Nueva Esparta) fue candidata del concurso Miss Latina Universo 2014, el cual seleccionaría la representante de la comunidad latina en Estados Unidos rumbo al Miss Universo; sin embargo el concurso fue cancelado.
  - Alicia Ontiveros (Zulia) ganó el Reinado Internacional del Arroz 2014 en Colombia.
  - Irene Velásquez (Vargas) fue segunda finalista del Top Model of the World 2015 en Egipto.
  - Ana Carolina Ugarte (Monagas) fue semifinalista en Miss Mundo 2017 en China.
  - Migbelis Castellanos (Costa Oriental) ganó Nuestra Belleza Latina 2018 en Estados Unidos .

- Algunas de las delegadas nacieron o viven en otro estado, región o país al que representarán, o bien, tienen un origen étnico distinto:
  - Débora Menicucci (Amazonas), Stephanie de Zorzi (Aragua), Fiorella Di Sabatino (Bolívar), Mariella Agriesti (Carabobo) y Michelle Bertolini (Guárico) son de ascendencia italiana.
  - Fiorella Di Sabatino (Bolívar) es de ascendencia portuguesa.
  - Andrea Rohrscheib (Dependencias Federales) es de ascendencia húngara y radica en Estados Unidos.
  - Marie Claire Harp (Falcón) es de ascendencia libanesa.
  - Gabriela Graff (Nueva Esparta) es ascendencia alemana.
  - Alicia Dolanyi (Yaracuy) es de ascendencia húngara y radicó en Hungría parte de su infancia.

- Otros datos significativos de algunas delegadas:
  - Andrea Rohrscheib (Dependencias Federales) es jugadora profesional de fútbol y miembro de la Selección Nacional Sub-20 Femenino
  - Ana Carolina Ugarte (Monagas) fue eliminada en el tercer episodio del reality Miss Venezuela, Todo por la corona por motivos de salud. Sin embargo, en el último episodio, antes de la presentación a la prensa, una de las concursantes del reality se retiró dejando un puesto vacante, por lo que Osmel Sousa decidió sustituir ese puesto con Ana Carolina, quien pasó la presentación a la prensa y finalmente obtuvo la banda de Miss Monagas.
  - 11 de las 26 candidatas son originarias de los estados o regiones que representaron: Stephanie De Zorzi (Aragua), Yaró Zerpa (Barinas), Fiorella Di Sabatino (Bolívar), Mariella Agriesti (Carabobo), Migbelis Castellanos (Costa Oriental), Andrea Lira (Distrito Capital), Marie Claire Harp (Falcón), María Laura Verde (Lara), Ana Carolina Ugarte (Monagas), Roxana Marruffo (Sucre) y Alicia Ontiveros (Zulia).

## Sobre los estados y/o regiones en Miss Venezuela 2013

### Estados y/o regiones ausentes
(Esta lista es en relación a la edición anterior)
- Península Guajira no concursó en esta edición.

### Estados y/o regiones que regresaron a la competencia
- Costa Oriental y Dependencias Federales que participaron por última vez en 2010.
- Delta Amacuro que participó por última vez en 2011.

## Enlaces
- Miss Venezuela
- Venevisión